# 日新寺
日新寺（じっしんじ）はかつて鹿児島県川辺郡武田村（後、加世田市となり、現在南さつま市加世田武田）に存在していた曹洞宗の寺。山号は龍護山、本尊は釈迦如来であった。太平山常珠寺の末寺であった。かつて境内には、常潤院が存在した。

## 沿革
文明17年（1485年）、薩州家・島津国久が泰翁宥仙を開山として開いた保泉寺が始まりである。ちなみに皇徳寺の末寺であった。
その後衰微していたが、永禄7年（1564年）に島津忠良が再興した。忠良の死去、7世住持の梅安和尚が寺号を「日新寺」と改めた。「日新」は島津忠良の戒名の一部である。その後、島津忠良の菩提寺として島津氏の尊崇は厚く、また、忠良の妻の墓、三男の島津尚久墓、忠良に殉死した井尻神力坊の墓など、島津氏縁の人々の墓地となった。
しかし、明治2年（1869年）の廃仏毀釈により廃寺となった。その後、明治6年（1873年）に竹田神社が造営された。

## 加世田詣り
かつて薩摩藩では、島津忠良の菩提寺である日新寺、島津義弘の菩提寺である妙円寺、島津歳久の菩提寺である心岳寺にそれぞれの命日に参る習慣があった。日新寺詣では地名から「加世田詣り」といわれた。戦前までは結構盛んに行われていたが、戦後になり過疎化が進んだことと鹿児島市から鎧兜をまとった重装備で徹夜で加世田市まで歩くという過酷な行事のため次第に参加者が減り、現在「妙円寺詣り」以外は完全に無くなってしまった。